# Pandanus castaneus
Pandanus castaneus là một loài thực vật có hoa trong họ Dứa dại. Loài này được H.St.John & B.C.Stone miêu tả khoa học đầu tiên năm 1965.